# Passage d'Odessa
Le Passage (ukrainien : Пасаж) est un bâtiment situé à Odessa, en Ukraine, au 34 de la rue Preobrajenska.

## Histoire
Construit entre 1890 et 1900 par Moisei et Youkhim Mendelevytch. Il se compose d'une galerie marchande couverte et d'un hôtel sur trois étages.

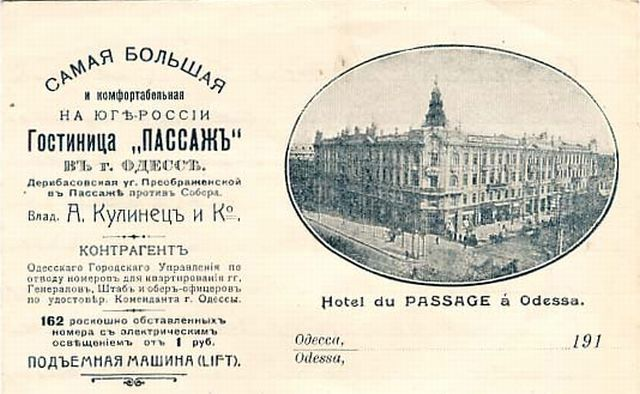
Juste après son ouverture,
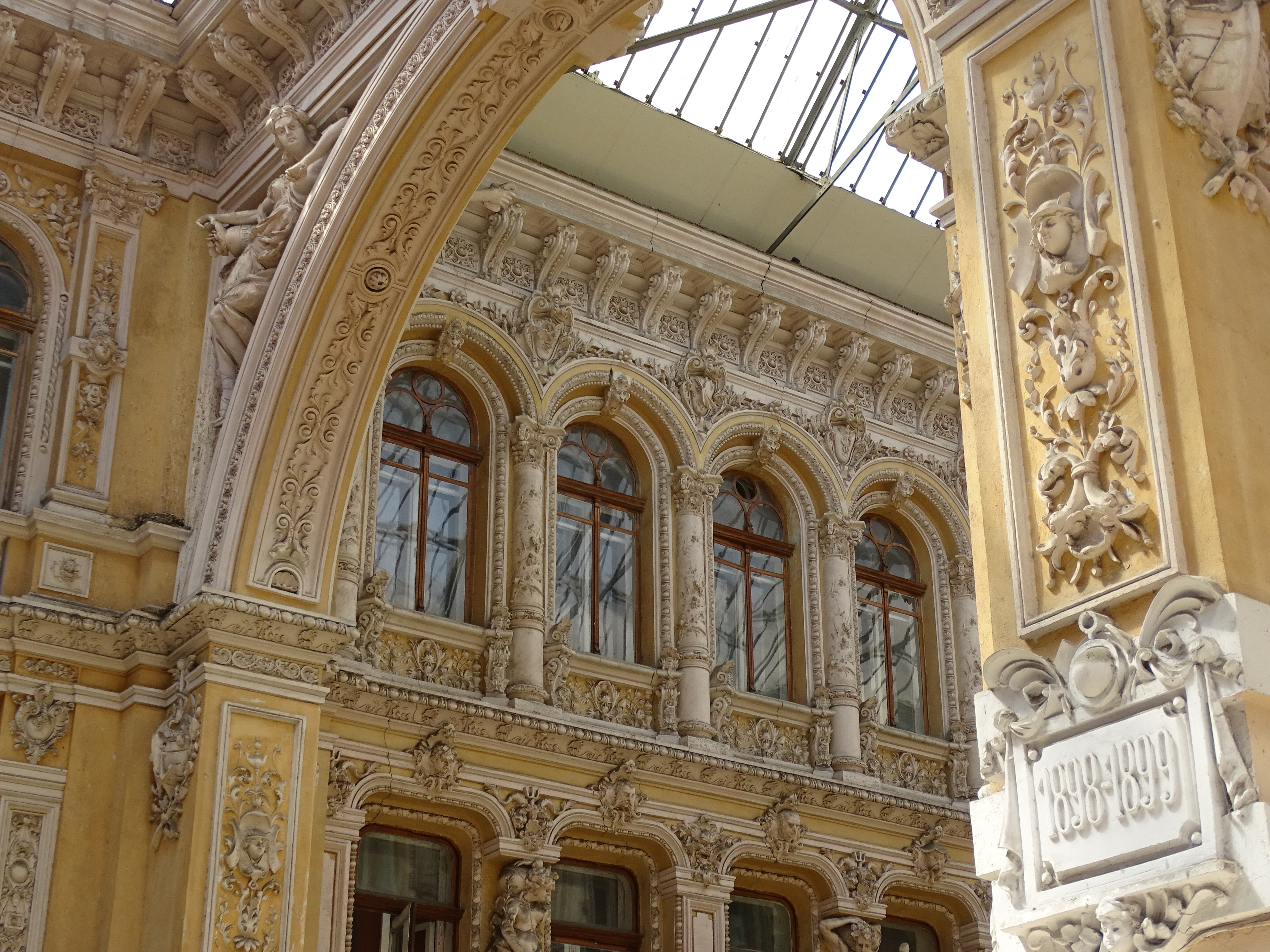
l'intérieur
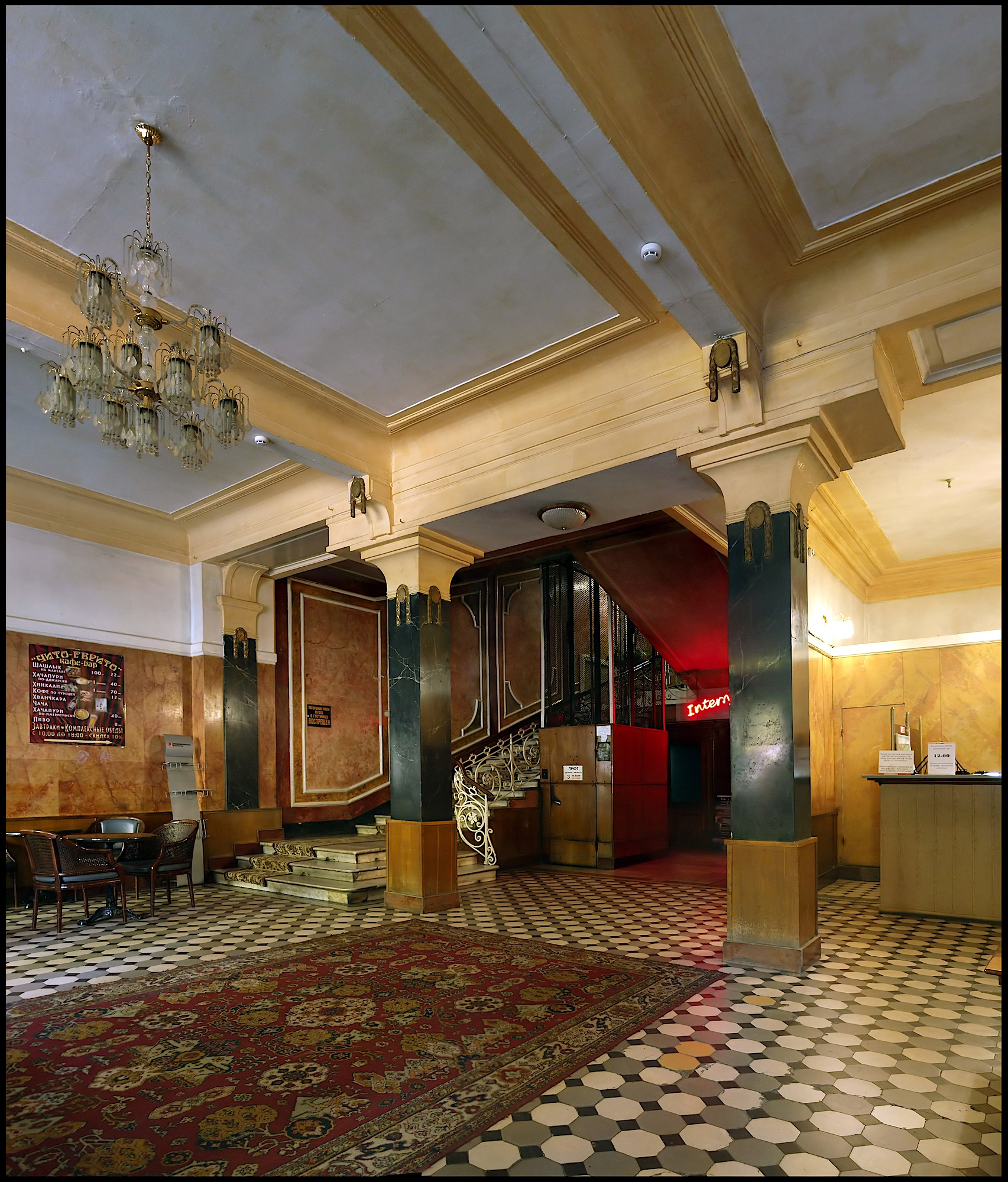
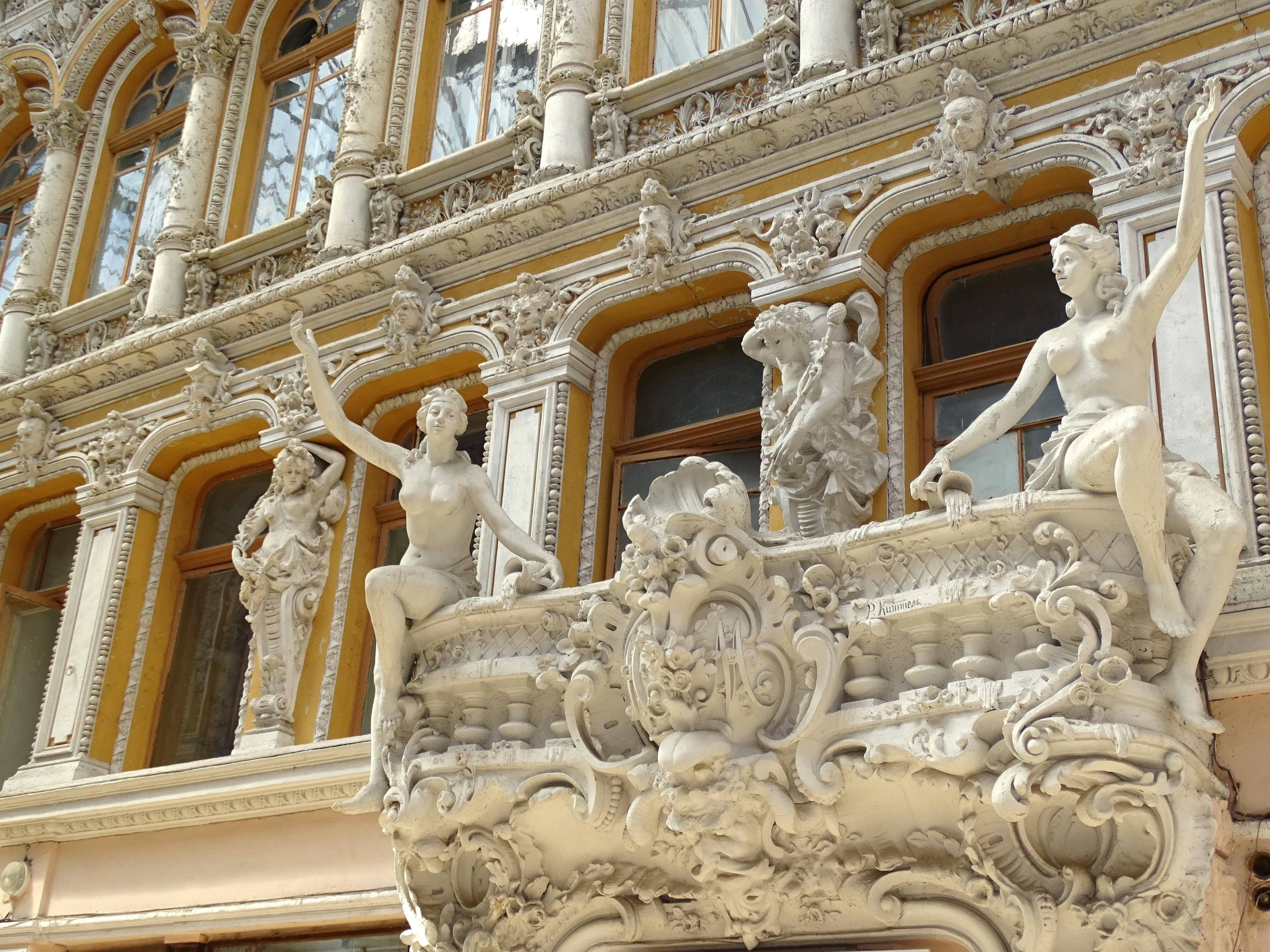
avec sculptures.
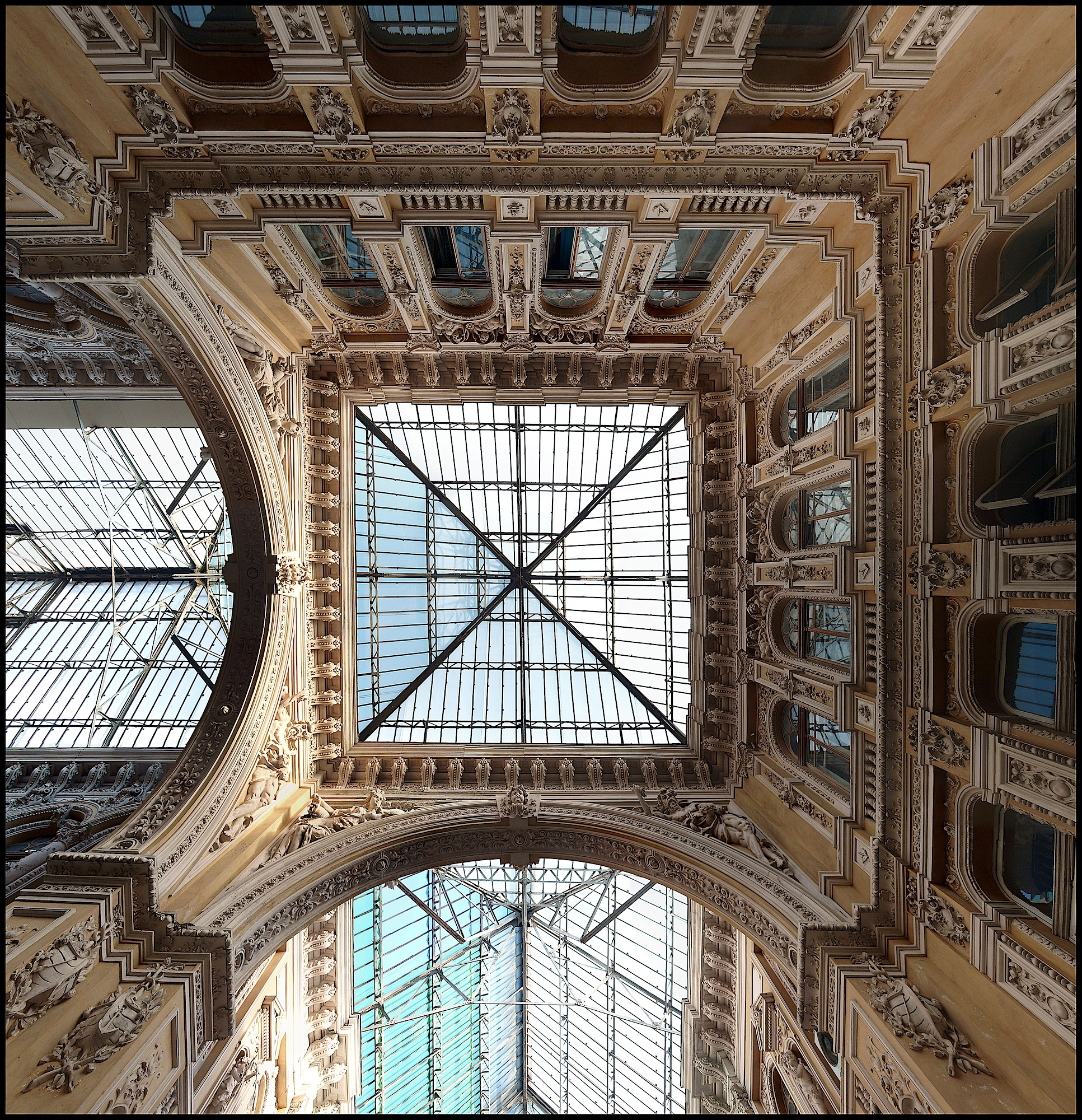
Couverture du passage,
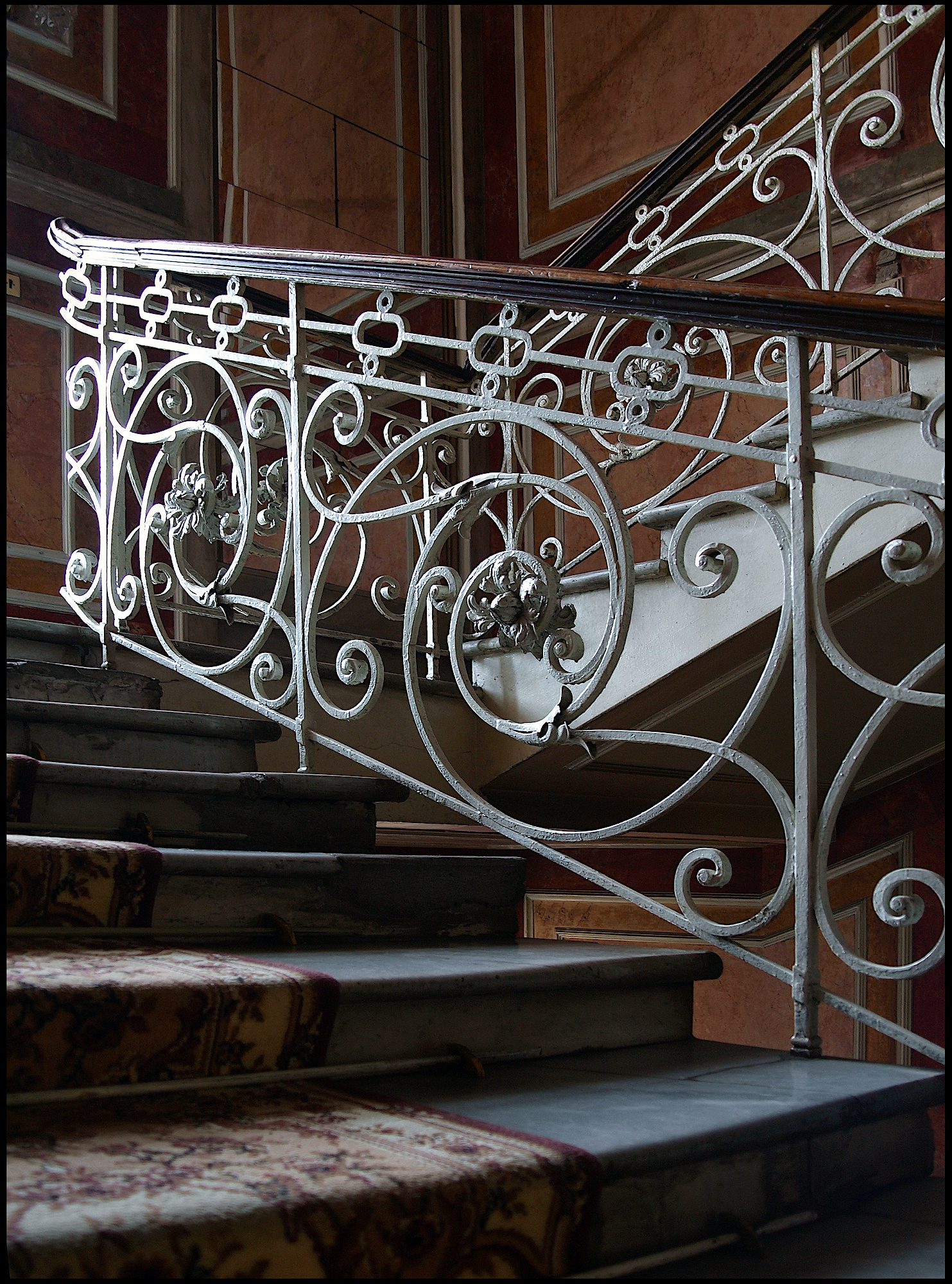
ferronnerie.